# ATP Challenger Humacao
Das ATP Challenger Humacao (offizieller Name: Puerto Rico Challenger) war ein Tennisturnier, das einmal 2008 in Humacao ausgetragen wurde. Es war Teil der ATP Challenger Tour und wurde im Freien auf Hartplatz gespielt.

## Liste der Sieger

### Einzel
| Jahr | Sieger        | Finalgegner  | Ergebnis  |
| ---- | ------------- | ------------ | --------- |
| 2008 | Gilles Müller | Iván Miranda | 7:5, 7:62 |

### Doppel
| Jahr | Sieger                    | Finalgegner           | Ergebnis |
| ---- | ------------------------- | --------------------- | -------- |
| 2008 | Rajeev Ram Bobby Reynolds | Lester Cook Kevin Kim | 6:3, 6:4 |